# Atletik under sommer-OL 2012 – 100 m mænd
Mændenes 100 meter under Sommer-OL 2012 i London blev afholdt på Olympiske i London 4. til 5. august. Konkurrencen indledtes med en forsøgsrunde, hvor deltagerne som ikke havde klaret kvavifikationsgrænsen for konkurrencen deltog. Derefter afholdtes kvartfinalar, semifinaler og til sidst finalen hvor 8 løbere deltog. Usain Bolt fra Jamaica var regerende mester, efter at han ved OL 2008 slog verdensrekorden.

## Program
| Dato                  | Tid         | Runde                     |
| --------------------- | ----------- | ------------------------- |
| Lørdag 4. august 2012 | 11:00 14:30 | Indledende runder Runde 1 |
| Søndag 5. august 2012 | 20:45 22:50 | Semifinaler Finale        |

Alle tider er dansk tid

## Resultater

### Indledende runde

#### Heat 1
| Placering | Navn                      | Nationalitet | Reaktionstid   | Resultat | Kommentarer |
| --------- | ------------------------- | ------------ | -------------- | -------- | ----------- |
| 1         | Ano Rojas                 | BOL          | 0.162          | 10.62    | Q           |
| 2         | Devilert Arsene Kimbembe  | CGO          | 0.143          | 10.68    | Q, SB       |
| 3         | Holder da Silva           | GBS          | 0.168          | 10.69    | q, SB       |
| 4         | Joseph Andy Lui           | Tonga        | 0.184          | 11.17    |             |
| 5         | Mohan Khan                | BAN          | 0.149          | 11.25    | PB          |
| 6         | Kilakone Siphonexay       | LAO          | 0.174          | 11.30    |             |
| 7         | Christopher Lima da Costa | STP          | 0.195          | 11.56    | PB          |
|           |                           |              | Vind: +0.9 m/s |          |             |

#### Heat 2
| Placering | Navn                | Nationalitet | Reaktionstid   | Resultat | Kommentarer |
| --------- | ------------------- | ------------ | -------------- | -------- | ----------- |
| 1         | Jurgen Themen       | SUR          | 0.158          | 10.55    | Q           |
| 2         | Fernando Lumain     | INA          | 0.155          | 10.80    | Q, SB       |
| 3         | Wilfried Bingangoye | GAB          | 0.239          | 10.89    |             |
| 4         | Liaquat Ali         | PAK          | 0.169          | 10.90    |             |
| 5         | Rodman Teltull      | PLW          | 0.171          | 11.06    | PB          |
| 6         | Tavevele Noa        | TUV          | 0.180          | 11.55    |             |
| 7         | Tami Garstang       | MHL          | 0.162          | 12.81    |             |
|           |                     |              | Vind: +0.9 m/s |          |             |

#### Heat 3
| Placering | Navn                  | Nationalitet | Reaktionstid   | Resultat | Kommentarer |
| --------- | --------------------- | ------------ | -------------- | -------- | ----------- |
| 1         | Béranger Aymard Bosse | CAF          | 0.162          | 10.55    | Q           |
| 2         | Yeo Foo Ee Gary       | SIN          | 0.159          | 10.57    | Q, PB       |
| 3         | Azneem Ahmed          | MDV          | 0.153          | 10.79    | Q, NR       |
| 4         | J'maal Alexander      | IVB          | 0.163          | 10.92    |             |
| 5         | John Howard           | FSM          | 0.203          | 11.05    |             |
| 6         | Chris Walasi          | SOL          | 0.164          | 11.42    |             |
| 7         | Elama Fa’atonu        | ASA          | 0.170          | 11.48    | PB          |
|           |                       |              | Vind: +1.7 m/s |          |             |

#### Heat 4
| Placering | Navn                   | Nasjonalitet | Reaksjonstid   | Resultat | Kommentarer |
| --------- | ---------------------- | ------------ | -------------- | -------- | ----------- |
| 1         | Gérard Kobéané         | BUR          | 0.194          | 10.42    | Q, SB       |
| 2         | Fabrice Coiffic        | MRI          | 0.149          | 10.62    | Q           |
| 3         | Courtney Carl Williams | VIN          | 0.164          | 10.80    | PB          |
| 4         | Rachid Chouhal         | MLT          | 0.160          | 10.83    | SB          |
| 5         | Tilak Ram Tharu        | NEP          | 0.156          | 10.85    | PB          |
| 6         | Masoud Azizi           | AFG          | 0.167          | 11.19    |             |
| 7         | Nooa Takooa            | KIR          | 0.155          | 11.53    | PB          |
| 8         | Patrick Tuara          | COK          | 0.165          | 11.72    |             |
|           |                        |              | Vind: +0.5 m/s |          |             |

### Runde 1

#### Heat 1
| Placering | Bane | Navn                  | Nationalitet | Reaktionstid   | Resultat | Kommentarer | Kvalifikation |
| --------- | ---- | --------------------- | ------------ | -------------- | -------- | ----------- | ------------- |
| 1         | 6    | Tyson Gay             | USA          | 0.147          | 10.08    |             | Q             |
| 2         | 5    | Richard Thompson      | TRI          | 0.151          | 10.14    |             | Q             |
| 3         | 7    | Gerald Phiri          | ZAM          | 0.147          | 10.16    | SB          | Q             |
| 4         | 3    | Jaysuma Saidy Ndure   | NOR          | 0.166          | 10.28    |             |               |
| 5         | 4    | Angel David Rodriguez | ESP          | 0.168          | 10.34    |             |               |
| 6         | 2    | Jurgen Themen         | SUR          | 0.169          | 10.53    |             |               |
| 7         | 5    | Isidro Montoya        | COL          | 0.165          | 10.54    |             |               |
| 8         | 1    | Yeo Foo Ee Gary       | SIN          | 0.144          | 10.69    |             |               |
|           |      |                       |              | Vind: -1.4 m/s |          |             |               |

#### Heat 2
| Placering | Bane | Navn                      | Nationalitet | Reaktionstid   | Resultat | Kommentarer | Kvalifikation |
| --------- | ---- | ------------------------- | ------------ | -------------- | -------- | ----------- | ------------- |
| 1         | 4    | Justin Gatlin             | USA          | 0.200          | 9.97     |             | Q             |
| 2         | 6    | Derrick Atkins            | BAH          | 0.179          | 10.22    |             | Q             |
| 3         | 5    | Rondel Sorrillo           | TRI          | 0.148          | 10.23    |             | Q             |
| 4         | 8    | Dariusz Kuc               | POL          | 0.163          | 10.24    |             |               |
| 5         | 9    | Nilson Andre              | BRA          | 0.172          | 10.26    | SB          |               |
| 6         | 7    | Masashi Eriguchi          | JPN          | 0.144          | 10.30    |             |               |
| 7         | 3    | Barakat Mubarak Al-Harthi | OMA          | 0.152          | 10.41    |             |               |
| 8         | 2    | Fernando Lumain           | INA          | 0.162          | 10.90    |             |               |
|           |      |                           |              | Vind: +0.7 m/s |          |             |               |

#### Heat 3
| Placering | Bane | Navn                  | Nationalitet | Reaktionstid   | Resultat | Kommentarer | Kvalifikation |
| --------- | ---- | --------------------- | ------------ | -------------- | -------- | ----------- | ------------- |
| 1         | 6    | Ryan Bailey           | USA          | 0.177          | 9.88     | =PB         | Q             |
| 2         | 7    | Ben Youssef Meite     | CIV          | 0.174          | 10.06    | NR          | Q             |
| 3         | 5    | Justyn Warner         | CAN          | 0.149          | 10.09    | PB          | Q             |
| 4         | 3    | Kemar Hyman           | CAY          | 0.150          | 10.16    |             |               |
| 5         | 8    | Suwaibou Sanneh       | GAM          | 0.176          | 10.21    | NR          |               |
| 6         | 4    | Rytis Sakalauskas     | LTU          | 0.178          | 10.29    |             |               |
| 7         | 1    | Berenger Aymard Bosse | CAF          | 0.170          | 10.55    |             |               |
| 8         | 2    | Artur Bruno Rojas     | BOL          | 0.154          | 10.65    |             |               |
|           |      |                       |              | Vind: +1.5 m/s |          |             |               |

#### Heat 4
| Placering | Bane | Navn                      | Nationalitet | Reaktionstid   | Resultat | Kommentarer | Kvalifikation |
| --------- | ---- | ------------------------- | ------------ | -------------- | -------- | ----------- | ------------- |
| 1         | 7    | Usain Bolt                | JAM          |                | 10.08    |             | Q             |
| 2         |      | Daniel Bailey             | ANT          |                | 10.12    |             | Q             |
| 3         |      | James Dasaolu             | GBR          |                | 10.13    |             | Q             |
| 4         |      | Amr Ibrahim Mostafa Seoud | EGY          |                | 10.22    |             |               |
| 5         |      | Jason Rogers              | SKN          |                | 10.30    |             |               |
| 6         |      | Ohgo-Oghene Egwero        | NGR          |                | 10.38    |             |               |
| 7         |      | Holder da Silva           | GBS          |                | 10.71    |             |               |
| 8         |      | Idrissa Adam              | CMR          |                | DNF      |             |               |
|           |      |                           |              | Vind: +0.4 m/s |          |             |               |

#### Heat 5
| Placering | Bane | Navn                     | Nationalitet | Reaktionstid  | Resultat | Kommentarer | Kvalifikation |
| --------- | ---- | ------------------------ | ------------ | ------------- | -------- | ----------- | ------------- |
| 1         | 6    | Asafa Powell             | JAM          | 0.166         | 10.04    |             | Q             |
| 2         | 3    | Adam Gemili              | GBR          | 0.156         | 10.11    |             | Q             |
| 3         | 5    | Churandy Martina         | NED          | 0.168         | 10.20    |             | Q             |
| 4         | 8    | Reza Ghasemi             | IRI          | 0.148         | 10.31    |             |               |
| 5         | 4    | Obinna Metu              | NGR          | 0.153         | 10.35    |             |               |
| 6         | 7    | Ramon Gittens            | BAR          | 0.162         | 10.35    |             |               |
| 7         | 1    | Paul Williams            | GRN          | 0.168         | 10.65    |             |               |
| 8         | 2    | Devilert Arsene Kimbembe | CGO          | 0.157         | 10.94    |             |               |
|           |      |                          |              | Vind: 0.0 m/s |          |             |               |

#### Heat 6
| Placering | Bane | Navn           | Nationalitet | Reaktionstid   | Resultat | Kommentarer | Kvalifikation |
| --------- | ---- | -------------- | ------------ | -------------- | -------- | ----------- | ------------- |
| 1         | 4    | Yohan Blake    | JAM          | 0.175          | 10.00    |             | Q             |
| 2         | 6    | Ryota Yamagata | JPN          | 0.149          | 10.07    | PB          | Q             |
| 3         | 2    | Bingtian Su    | CHN          | 0.162          | 10.19    | SB          | Q             |
| 4         | 5    | Antoine Adams  | SKN          | 0.154          | 10.22    |             |               |
| 5         | 8    | Peter Emelieze | NGR          | 0.153          | 10.22    | SB          |               |
| 6         | 7    | Jeremy Bascom  | GUY          | 0.135          | 10.31    |             |               |
| 7         | 3    | Marek Niit     | EST          | 0.158          | 10.40    |             |               |
| 8         | 1    | Azneem Ahmed   | MDV          | 0.157          | 10.84    |             |               |
|           |      |                |              | Vind: +1.3 m/s |          |             |               |

#### Heat 7
| Placering | Bane | Navn            | Nationalitet | Reaktionstid   | Resultat | Kommentarer | Kvalifikation |
| --------- | ---- | --------------- | ------------ | -------------- | -------- | ----------- | ------------- |
| 1         | 9    | Dwain Chambers  | GBR          |                | 10.02    |             | Q, SB         |
| 2         | 6    | Jimmy Vicaut    | FRA          |                | 10.11    |             | Q, SB         |
| 3         | 5    | Keston Bledman  | TRI          |                | 10.13    |             | Q             |
| 4         | 7    | Warren Fraser   | BAH          |                | 10.27    |             |               |
| 5         | 8    | Miguel López    | PUR          |                | 10.31    |             |               |
| 6         | 2    | Gérard Kobéané  | BUR          |                | 10.48    |             |               |
| 7         | 3    | Fabrice Coiffic | MRI          |                | 10.59    |             |               |
| 8         | 4    | Kim Collins     | SKN          |                | DNS      |             |               |
|           |      |                 |              | Vind: +2.0 m/s |          |             |               |

### Semifinaler

#### Heat 1
| Placering | Bane | Udøver            | Nationalitet | Reaksjonstid   | Resultat | Kommentarer | Kvalifikation |
| --------- | ---- | ----------------- | ------------ | -------------- | -------- | ----------- | ------------- |
| 1         | 7    | Justin Gatlin     | USA          | 0.187          | 9.82     |             | Q             |
| 2         | 2    | Churandy Martina  | NED          | 0.148          | 9.91     | NR          | Q             |
| 3         | 4    | Asafa Powell      | JAM          | 0.155          | 9.94     |             | q             |
| 4         | 8    | Keston Bledman    | TRI          | 0.175          | 10.04    |             |               |
| 5         | 6    | Ben Youssef Meite | CIV          | 0.163          | 10.13    |             |               |
| 6         | 5    | Jimmy Vicaut      | FRA          | 0.203          | 10.16    |             |               |
| 7         | 9    | James Dasaolu     | GBR          | 0.174          | 10.18    |             |               |
| 8         | 3    | Suwaibou Sanneh   | GAM          | 0.175          | 10.18    | NR          |               |
|           |      |                   |              | Vind: +0.7 m/s |          |             |               |

#### Heat 2
| Placering | Bane | Udøver           | Nationalitet | Reaktionstid   | Resultat | Kommentarer | Kvalifikation |
| --------- | ---- | ---------------- | ------------ | -------------- | -------- | ----------- | ------------- |
| 1         | 4    | Usain Bolt       | JAM          | 0.180          | 9.87     |             | Q             |
| 2         | 6    | Ryan Bailey      | USA          | 0.155          | 9.96     |             | Q             |
| 3         | 8    | Richard Thompson | TRI          | 0.158          | 10.02    |             | q             |
| 4         | 5    | Dwain Chambers   | GBR          | 0.154          | 10.05    |             |               |
| 5         | 9    | Gerald Phiri     | ZAM          | 0.165          | 10.11    | SB          |               |
| 6         | 7    | Daniel Bailey    | ANT          | 0.142          | 10.16    |             |               |
| 7         | 2    | Antoine Adams    | SKN          | 0.159          | 10.27    |             |               |
| 8         | 3    | Bingtian Su      | CHN          | 0.157          | 10.28    |             |               |
|           |      |                  |              | Vind: +1.0 m/s |          |             |               |

#### Heat 3
| Placering | Bane | Udøver          | Nationalitet | Reaktionstid   | Resultat | Kommentarer | Kvalifikation |
| --------- | ---- | --------------- | ------------ | -------------- | -------- | ----------- | ------------- |
| 1         | 6    | Yohan Blake     | JAM          | 0.176          | 9.85     |             | Q             |
| 2         | 4    | Tyson Gay       | USA          | 0.151          | 9.90     |             | Q             |
| 3         | 7    | Adam Gemili     | GBR          | 0.158          | 10.06    |             |               |
| 4         | 8    | Derrick Atkins  | BAH          | 0.164          | 10.08    | SB          |               |
| 5         | 9    | Justyn Warner   | CAN          | 0.135          | 10.09    | PB          |               |
| 6         | 5    | Ryota Yamagata  | JPN          | 0.158          | 10.10    |             |               |
| 7         | 3    | Rondel Sorrillo | TRI          | 0.140          | 10.31    |             |               |
| N/A       | 2    | Kemar Hyman     | CAY          | N/A            | N/A      | DNS         |               |
|           |      |                 |              | Wind: +1.7 m/s |          |             |               |

### Finale
| Placering | Bane | Udøver           | Nationalitet | Reaktionstid   | Resultat | Kommentarer |
| --------- | ---- | ---------------- | ------------ | -------------- | -------- | ----------- |
| Guld      | 7    | Usain Bolt       | JAM          | 0.165          | 9.63     | OR          |
| Sølv      | 5    | Yohan Blake      | JAM          | 0.179          | 9.75     | =PB         |
| Bronze    | 6    | Justin Gatlin    | USA          | 0.178          | 9.79     | PB          |
| 4         | 4    | Tyson Gay        | USA          | 0.145          | 9.80     | SB          |
| 5         | 8    | Ryan Bailey      | USA          | 0.176          | 9.88     | =PB         |
| 6         | 9    | Churandy Martina | NED          | 0.139          | 9.94     |             |
| 7         | 2    | Richard Thompson | TRI          | 0.160          | 9.98     |             |
| 8         | 3    | Asafa Powell     | JAM          | 0.155          | 11.99    |             |
|           |      |                  |              | Vind: +1.5 m/s |          |             |